# Romaleinae
Sous-famille
Les Romaleinae sont une sous-famille d'insectes orthoptères de la famille des Romaleidae.

## Distribution
Les espèces de cette sous-famille se rencontrent en Amérique.

## Liste des genres
Selon Orthoptera Species File (16 juillet 2018) :
- tribu Chariacrini Rehn & Grant, 1959
  - genre Aprionacris Descamps, 1978
  - genre Chariacris Walker, 1870
  - genre Prionacris Stål, 1878
- tribu Elaeochlorini Rehn & Grant, 1959
  - genre Agriacris Walker, 1870
  - genre Brasilacris Rehn, 1940
  - genre Cibotopteryx Rehn, 1905
  - genre Staleochlora Roberts & Carbonell, 1992
- tribu Eurostacrini Amédégnato, 1997
  - genre Eurostacris Descamps, 1978
  - genre Pseudeurostacris Descamps, 1978
- tribu Hisychiini Descamps, 1979
  - genre Acrideumerus Descamps, 1979
  - genre Acridophaea Descamps, 1979
  - genre Cloephoracris Descamps, 1979
  - genre Hisychius Stål, 1878
  - genre Pareusychius Amédégnato & Poulain, 1994
  - genre Porphoracris Descamps, 1979
  - genre Pseudhisychius Descamps, 1979
- tribu Leguini Amédégnato & Poulain, 1986
  - genre Ampiacris Amédégnato & Poulain, 1986
  - genre Legua Walker, 1870
  - genre Proracris Uvarov, 1940
- tribu Phaeopariini Giglio-Tos, 1898
  - genre Abila Stål, 1878
  - genre Albinella Carbonell, 2002
  - genre Aristia Stål, 1876
  - genre Costarica Koçak & Kemal, 2008
  - genre Epiprora Gerstaecker, 1889
  - genre Graciliparia Amédégnato & Poulain, 1994
  - genre Maculiparia Jago, 1980
  - genre Phaeoparia Stål
  - genre Pseudaristia Carbonell, 2002
  - genre Stornophilacris Amédégnato & Descamps, 1978
  - genre Tepuiacris Carbonell, 2002
- tribu Procolpini Giglio-Tos, 1898
  - sous-tribu Prionolophina Rehn & Grant, 1959
    - genre Alcamenes Stål, 1878
    - genre Colpolopha Stål, 1873
    - genre Draconata Pictet & Saussure, 1887
    - genre Helionotus Rehn, 1909
    - genre Prionolopha Stål
    - genre Securigera Bolívar, 1909
    - genre Xyleus Gistel, 1848

  - sous-tribu Procolpina Giglio-Tos, 1898
    - genre Aeolacris Scudder, 1875
    - genre Munatia Stål, 1875
    - genre Procolpia Stål, 1873
    - genre Prorhachis Scudder, 1875
    - genre Xomacris Rehn, 1955
- tribu Romaleini Pictet & Saussure, 1887
  - genre Alophonota Stål, 1873
  - genre Antandrus Stål, 1878
  - genre Aplatacris Scudder, 1875
  - genre Brachystola Scudder, 1876
  - genre Callonotacris Rehn, 1909
  - genre Chromacris Walker, 1870
  - genre Coryacris Rehn, 1909
  - genre Costalimacris Carbonell & Campos-Seabra, 1988
  - genre Diponthus Stål, 1861
  - genre Dracotettix Bruner, 1889
  - genre Eidalcamenes Rosas Costa, 1957
  - genre Gurneyacris Liebermann, 1958
  - genre Limacridium Carbonell & Campos-Seabra, 1988
  - genre Litoscirtus Bruner, 1907
  - genre Phrynotettix Glover, 1872
  - genre Radacridium Carbonell, 1984
  - genre Romalea Serville, 1831
  - genre Spaniacris Hebard, 1937
  - genre Taeniopoda Stål
  - genre Thrasyderes Bolívar, 1881
  - genre Tytthotyle Scudder, 1897
  - genre Xestotrachelus Bruner, 1913
  - genre Zoniopoda Stål
- tribu Tropidacrini Brunner von Wattenwyl, 1893
  - genre Titanacris Scudder, 1869
  - genre Tropidacris Scudder, 1869
- tribu Trybliophorini Giglio-Tos, 1898
  - genre Trybliophorus Serville, 1831
- tribu indéterminée
  - genre Quitus Hebard, 1924

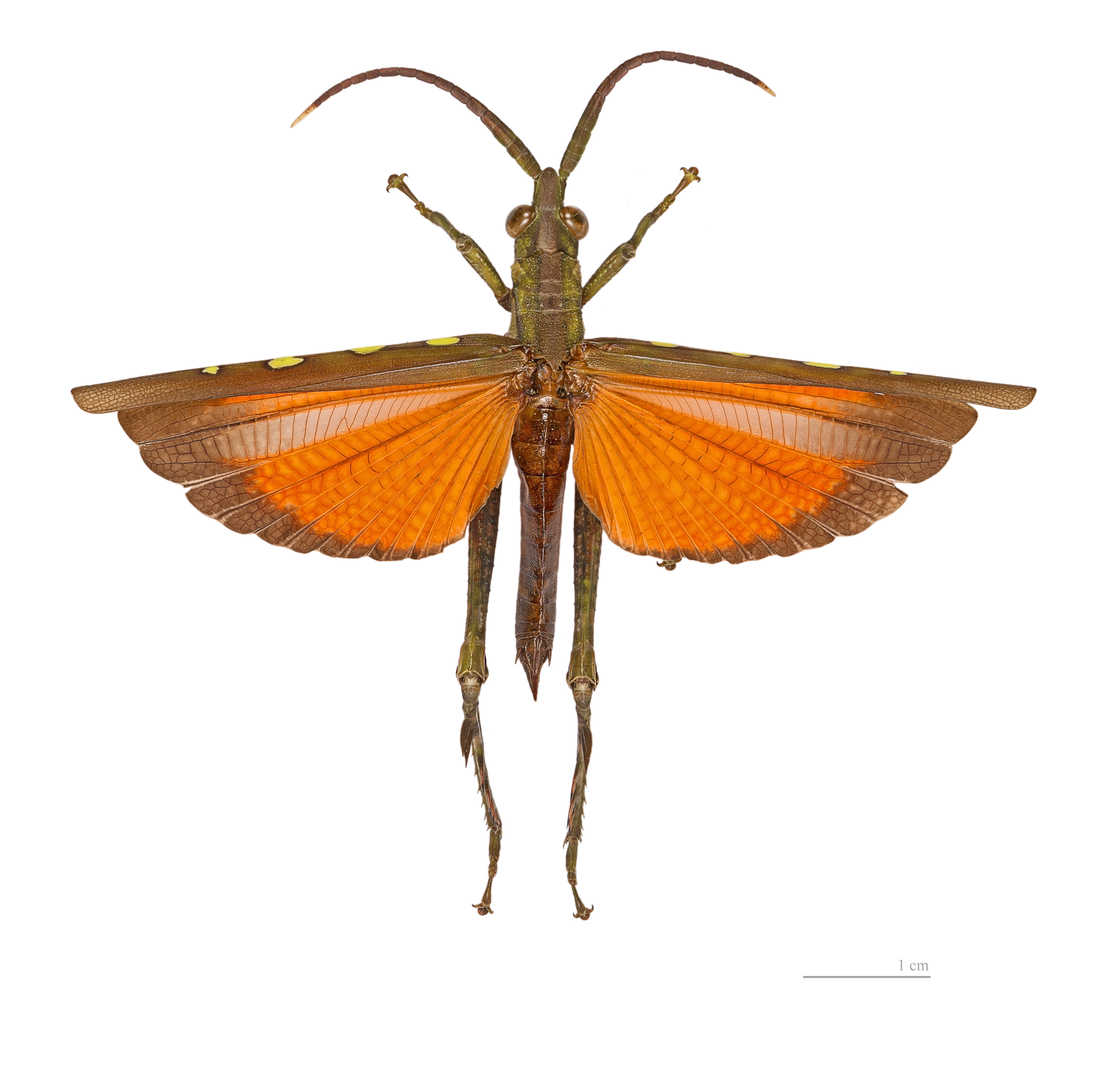
Procolpini Aeolacris caternaultii
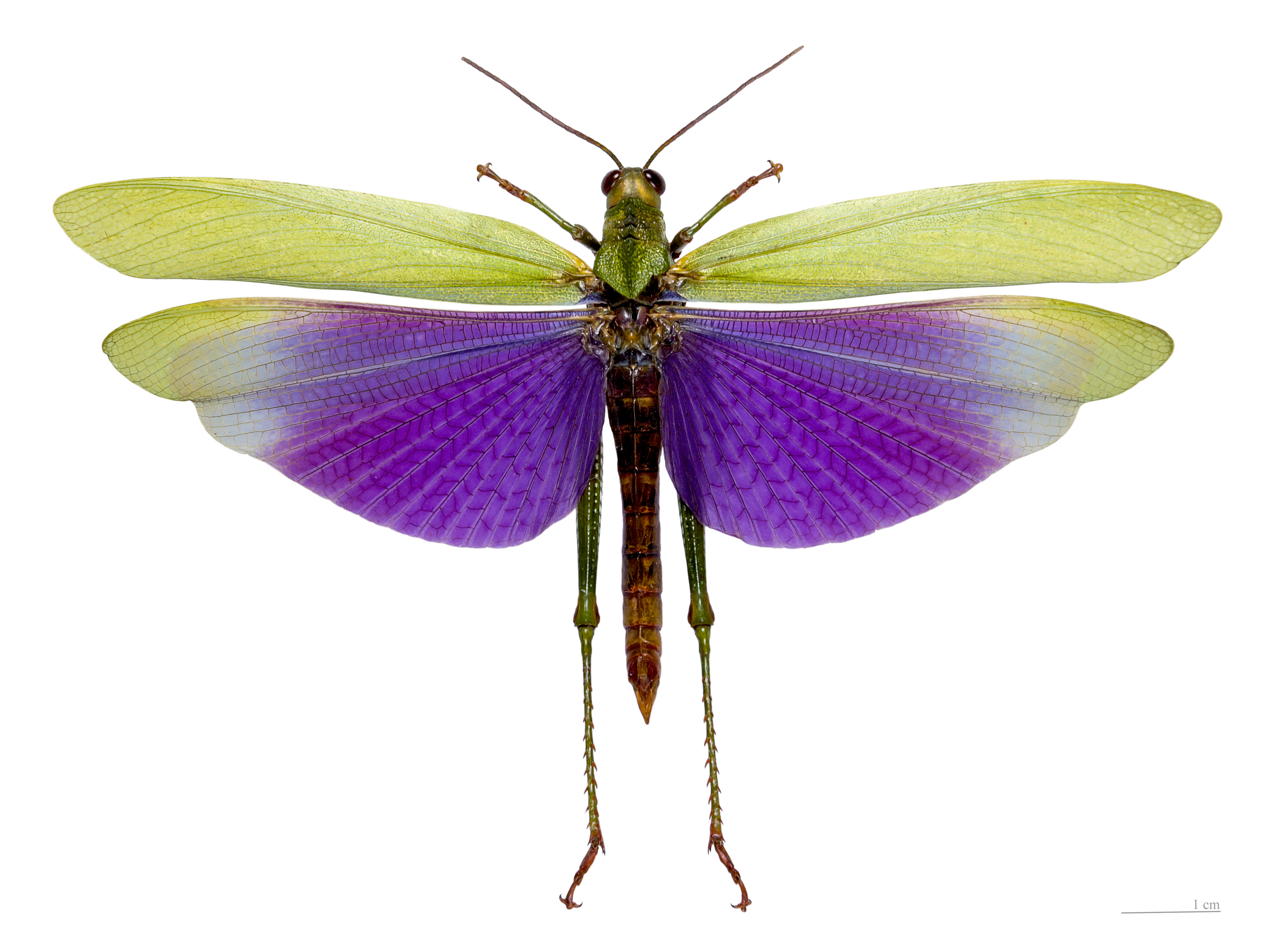
Romaleini Titanacris albipes
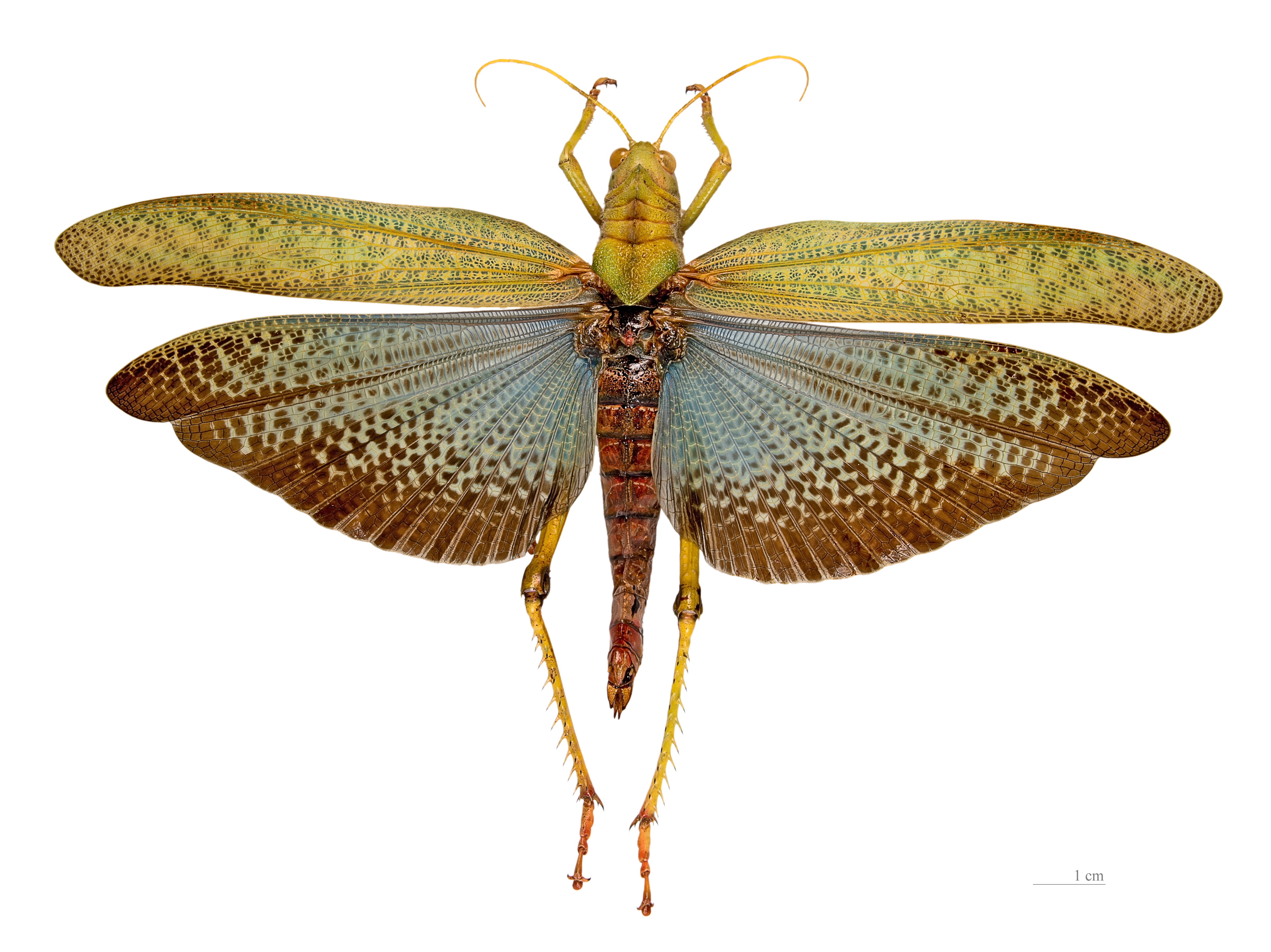
Tropidacrini Tropidacris collaris

## Systématique et taxinomie
Cette sous-famille a été décrite par les entomologistes Alphonse Pictet et Henri de Saussure en 1887. Romalea Serville, 1831 en est le genre type.

## Publication originale
- Pictet & Saussure, 1887 : Catalogue d'Acridiens. Mitteilungen der Schweizerischen Entomologischen Gesellschaft, vol. 7, no 9, p. 331-376 (texte intégral).